# Магарац
Магарац је животиња из рода коња (Equus), која припада подроду Asinus. Постоје три савремене врсте магарца: азијски дивљи магарац или кулан (Equus hemionus), афрички дивљи магарац (Equus africanus) и кијанг (Equus kiang). Варијабилност ових врста је велика, те је описан и низ подврста. Доместификацијом афричког дивљег магарца добијен је домаћи магарац.

## Одлике
Као и све врсте из њихове фамилије, магарци су копитари који имају само један прст (трећи) обложен рожном навлаком у виду копита. Газе унгулиградно. Ноге су високе, танке, издужене. Попут коња, одлични су и брзи тркачи.
Густа, кратка длака, жућкастосиве боје на телу је приљубљена уз кожу. На горњој ивици врата дуге чекиње чине гриву. Реп или чешће, један његов део прекривен дугим длакама.
Сви су биљоједи. Вилице су издужене, између секутића и очњака имају дијастему. Кутњаци су лофодонтни или селенодонтни.
За разлику од коња, имају више изражене ушне шкољке.

## Станиште
Магарци и коњи чине најбројнију групу копитара. Изворно су становници степа и полупустиња, али су доместификовани, па их има и ван природних станишта.